# Weingut Friedrich Bastian
Das Weingut Friedrich Bastian in Bacharach am Mittelrhein im gleichnamigen Anbaugebiet geht in seinen Ursprüngen auf das Jahr 1753 zurück und wird heute in der achten Generation betrieben. Es war dem Verband Deutscher Prädikatsweingüter (VDP) angeschlossen. Das Familienunternehmen wird heute von Friedrich Bastian (* 1968) und seiner Frau geleitet. Der zugehörige Weingut-Erbhof Zum grünen Baum befindet sich am Marktplatz in Bacharach. Als Besonderheit baut das Unternehmen einen der ganz wenigen Inselweine an.

## Geschichte
Stammvater der Familie ist der 1625 im Nachbarort Stromberg erwähnte Johann Martin Bastian. Doch erst sein um 1675 geborener Sohn trug den Vornamen Friedrich. Dessen Sohn (Friedrich II.) heiratete 1753 Anna Maria Schippert, die den 1421 erbauten Erbhof Zum grünen Baum samt Landwirtschaft und Weinbergen in die Ehe einbrachte. Eine Generation später ist es Otto Friedrich (III.), der durch seine Heirat 1815 die Insel Heyles’en Werth zum Familienbesitz hinzubekommt. Um 1880 wird der Besitz, der inzwischen 22 ha. groß ist, unter den drei Brüdern aufgeteilt beziehungsweise ausgezahlt. Die Rebflächen auf der Insel werden in Ackerland umgewandelt. Friedrich Bastian (V.) errichtet auf der Insel 1903 seinen Alterssitz und übergibt den Betrieb an seine Söhne Fritz und Karl. Karl fällt im Ersten Weltkrieg, dessen Frau Else bewirtschaftet in der Folgezeit mit Fritz den Hof. Fritz übergibt erst mit 80 Jahren im Jahr 1960 den Hof an seine Kinder Fritz (VII., 1930–2005) und Ruth. In den 1960er Jahren ist die Insel Zankball in Familienstreitigkeiten, und sie erweckt zudem Begehrlichkeiten beim Wasser- und Schifffahrtsamt Bingen. Doch Fritz kann sich erfolgreich wehren und setzt ab 1970 seine Idee, den Inselwein, in die Wirklichkeit um.
Mitte der 1970er Jahre drehte Wim Wenders mit Hanns Zischler und Rüdiger Vogler auf der Insel Szenen für den 1976 erschienenen Kinofilm Im Lauf der Zeit. Seit 1989 ist Friedrich (VIII.) im Unternehmen, das er seit 1993 offiziell leitet. Neben seiner Winzerlehre nahm er zunächst private Gesangsstunden und absolvierte ab 1990 ein Musikstudium an der Hochschule für Musik und Theater München.

## Weinlagen
Die Weinberge befinden sich in Bacharach und der Nachbargemeinde Steeg. Die Großen und Ersten Lagen heißen Posten, Wolfshöhle und St. Jost und befinden sich am nach Süden ausgerichteten Steilhang im Münzbachtal. Dazu kommt im Rhein die Lage Insel „Heyles´en Werth“. Insgesamt beträgt die Größe der Rebflächen achteinhalb Hektar. Im Anbau stehen 80 % Riesling, 10 % Spätburgunder sowie Scheurebe und Portugieser. 